# Arwidssonia
Arwidssonia B. Erikss. – rodzaj grzybów z rodziny Hyponectriaceae. W Polsce występuje Arwidssonia empetri.

## Systematyka i nazewnictwo
Pozycja w klasyfikacji według Index Fungorum
Hyponectriaceae, Xylariales, Xylariomycetidae, Sordariomycetes, Pezizomycotina, Ascomycota, Fungi.
Gatunki
- Arwidssonia empetri (Rehm) B. Erikss. 1974
- Arwidssonia loiseleuriae B. Erikss. 1974

Nazwy naukowe na podstawie Index Fungorum.